# Piet Leidreiter

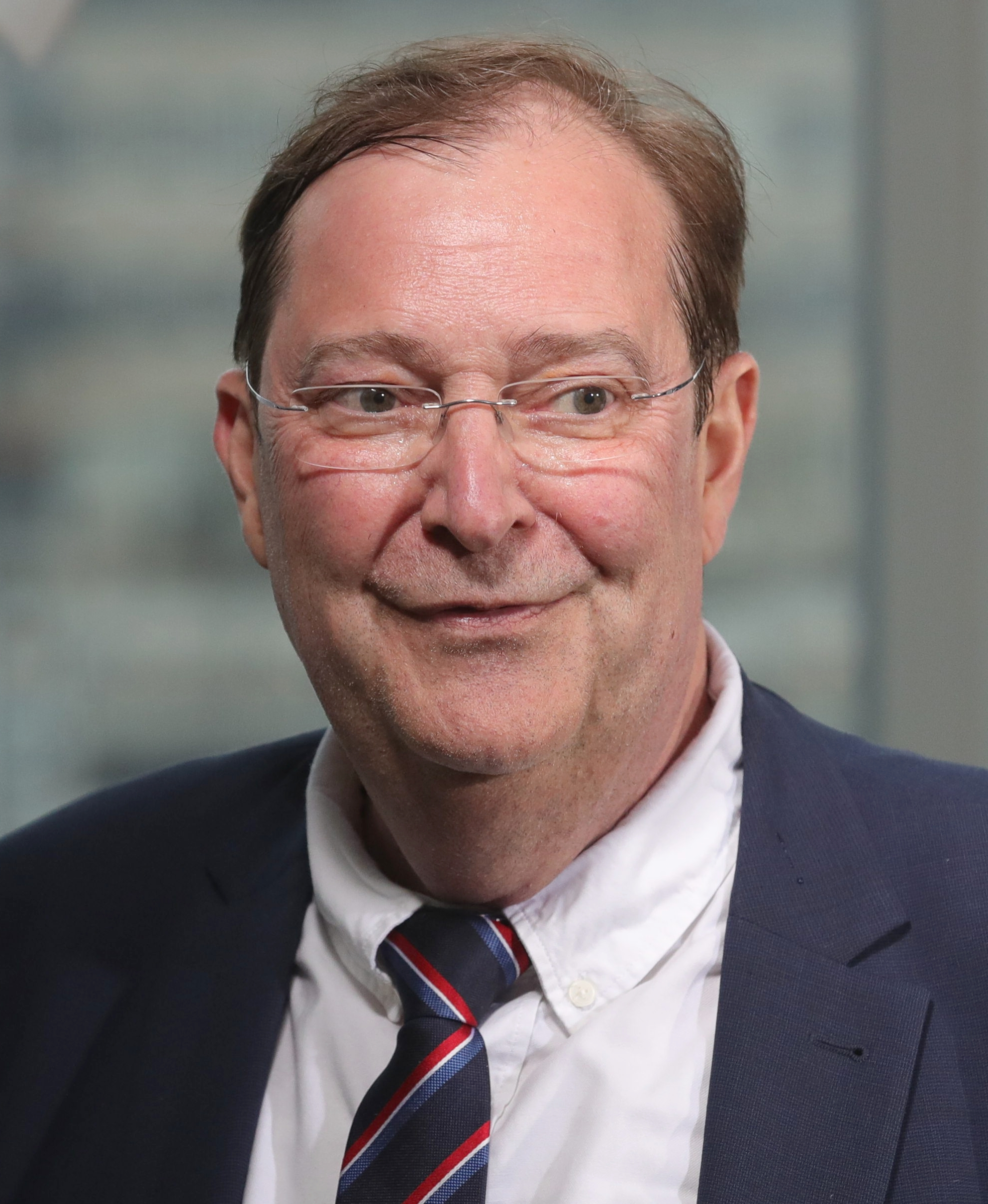
Piet Leidreiter (2023)

Piet Leidreiter (* 2. Februar 1965 in Bremen) ist ein deutscher Politiker (Bündnis Deutschland, zuvor AfD, ALFA, BIW). Er ist Mitglied der Bremischen Bürgerschaft und seit Juni 2023 dort stellvertretender Fraktionsvorsitzender von Bündnis Deutschland.
Er war bis Mai 2015 Bundesschatzmeister und noch bis Juli 2015 Mitglied der AfD und im Anschluss Gründungsmitglied der Partei ALFA. Von 2015 bis 2019 war er Mitglied der Bremischen Bürgerschaft. Vom Juni 2017 bis Juni 2023 war er Mitglied der Wählervereinigung Bürger in Wut, die im Juni 2023 in Bündnis Deutschland aufging. Seitdem sitzt er erneut als Abgeordneter in der Bürgerschaft.
Seit September 2023 ist er Landesschatzmeister von Bündnis Deutschland in Bremen.

## Biografie

### Familie, Ausbildung und Beruf
Leidreiter studierte nach dem Wirtschaftsabitur und einer Berufsausbildung zum Steuerfachangestellten Betriebswirtschaftslehre mit juristischem Schwerpunkt. Er ist leitender Angestellter in der familieneigenen Steuerberatungsgesellschaft.
Er ist verheiratet, Vater einer Tochter und lebt in Bremen-Mitte.

### Politik
Leidreiter trat 2013 der Partei Alternative für Deutschland (AfD) bei und war Gründungsmitglied des Landesverbandes Bremen. Auf der Gründungsversammlung wurde er zum Landesschatzmeister des Bremer Landesverbandes gewählt. Auf dem Mitgliederparteitag in Erfurt 2014 wurde er zum Schatzmeister der Bundespartei gewählt. Unter Leitung von Leidreiter wurde der AfD Goldshop aufgebaut, welcher der AfD Einnahmen aus unternehmerischer Tätigkeit in Millionenhöhe einbrachte.
Bei der Bürgerschaftswahl in Bremen 2015 wurde Leidreiter in die Bürgerschaft gewählt.
Im Juli 2015 trat er nach dem AfD-Bundesparteitag in Essen aus der Partei aus. Im selben Monat beteiligte er sich an der Gründung der Partei Allianz für Fortschritt und Aufbruch (ALFA). In der Bremischen Bürgerschaft gehörte er der Gruppe ALFA-Gruppe-Bremen an, die zwischen dem 13. und dem 28. Juli 2015 den Namen Bremer Bürgerliche Reformer trug und davor die Gruppe der AfD war. In der parlamentarischen ALFA-Gruppe-Bremen war er stellvertretender Vorsitzender und parlamentarischer Geschäftsführer. Leidreiter war in der Bürgerschaft Mitglied des Haushalts- und Finanzausschusses und stellvertretendes Mitglied in der Deputation für Wirtschaft, Arbeit und Häfen.
Bei der Gründungsversammlung des ALFA-Landesverbands Bremen im September 2015 wurde Leidreiter zu dessen Landesschatzmeister gewählt. Im November 2016 benannte sich die Allianz für Fortschritt und Aufbruch aufgrund eines verlorenen Namensstreits in Liberal-Konservative Reformer (LKR) um.
Im Juni 2017 erklärte Leidreiter zusammen mit Klaus Remkes den Übertritt zur rechtskonservativen und rechtspopulistischen Wählervereinigung Bürger in Wut (BIW). In der Bremischen Bürgerschaft bildeten Jan Timke, Piet Leidreiter und Klaus Remkes bis 2019 die parlamentarische Gruppe BIW. Anfang 2019 wurde Leidreiter zum stellvertretenden Bundesvorsitzenden und zum stellvertretenden Bremer Landesvorsitzenden der BIW gewählt.
Bei der Bürgerschaftswahl in Bremen 2019 verlor er sein Abgeordnetenmandat in der Bremischen Bürgerschaft.
2019 wurde Leidreiter in den Beirat des Bremer Stadtteils Horn-Lehe gewählt.
Für die Bürgerschaftswahl 2023 trat Leidreiter als Spitzenkandidat der BiW/BD im Wahlkreis Bremen für die Bremische Bürgerschaft an. Das Wahlergebnis betrug 9,4 % im Land Bremen.
Nach der Bürgerschaftswahl 2023 zog Leidreiter erneut in die Bürgerschaft ein. Seit dem 9. Juni 2023 ist er stellvertretender Fraktionsvorsitzender.
Am 28. September 2023 gründete sich der Landesverband Bremen der Partei Bündnis Deutschland. Seither ist Leidreiter Landesschatzmeister.